# Moez-Alexandre Zouari
Moez-Alexandre Zouari, né le 6 février 1971, est un chef d'entreprise dans le domaine de la distribution alimentaire de détail en centre ville et depuis 2021 dans le discount avec les rachats de Maxi Bazar et Stokomani.
Avec son épouse Soraya Zouariils possèdent notamment 100% de la société Picard Surgelés depuis le 30 septembre 2024, ainsi que quelques centaines de magasins sous franchise de Groupe Casino. Leur fortune est évaluée par Challenges à 800 millions d'euros en 2021, ce qui en ferait la 128e fortune de France,.

## Biographie
Moez-Alexandre Zouari, né le 6 février 1971, est un Français d’origine tunisienne, fils et petit-fils de commerçants.
Il rencontre sa future épouse Soraya en classe de 1re au lycée Hélène-Boucher. Il fait ensuite des études de commerce à Dauphine, après lesquelles il épouse Soraya.
Lorsque Soraya et son futur mari se rencontrent, ce sont « deux enfants de l'immigration tunisienne, l'étudiante en médecine, méthodique et discrète, et le garçon affable, extraverti et créatif ».
Après leur mariage, ils se lancent dans le développement de leurs propres activités en se répartissant les rôles : Moez-Alexandre Zouari au commerce et au développement du réseau d’enseignes, Soraya Zouari à la direction des équipes, la finance et l’administratif.
Soraya Zouari assure la gestion quotidienne, notamment grâce à l'informatique. Moez-Alexandre Zouari s'occupe d'acheter des magasins et de faire du marketing de points de vente : « Moez peut m'appeler à 8 heures pour me dire qu'un bail doit être signé à midi » (Pierre-Emmanuel Chevalier, avocat).
Le journaliste Olivier Dauvers soutient qu'« Il est beaucoup plus pragmatique que la moyenne. Pour une raison : il sait ce que c’est que de tenir un magasin, parce qu’il l’a fait, contrairement à beaucoup d’autres… ».

## Family Office Zouari[11]

### Activités du groupe
Le Family Office Zouari est actionnaire de référence du Groupe Picard Surgelés (à hauteur de 44,55%) en 2020 et détient, depuis le 30 septembre 2024 la totalité du capital[Quand ?] et environ 200 magasins sous franchise du Groupe Casino (Franprix, Monop’, Monoprix),.
En 2020, leur activité se répartit à 60% dans le commerce alimentaire de proximité  et le discount et 40% dans l'immobilier.
La famille Zouari est propriétaire de près de la moitié des murs de ses points de vente.
Depuis 2017, le family office Zouari est une structure basée à Sèvres, dirigée par Edouard Lacoste, ancien chef d'entreprise dans l'immobilier,. Le family office est actif dans les nouveaux investissements, et n'inclut pas les quelque 150 magasins en franchise Monoprix, Monop' ou Franprix qui sont regroupés dans Pro Distribution.

### Origines
Moez-Alexandre et Soraya Zouari commencent leur carrière à la fin des années 1990  en implantant des supérettes dans les stations-services pour le compte de Elf.
À partir de 1998, le couple commence à arpenter Paris à la recherche de petits commerces non rentables, parfois en dépôt de bilan, à racheter. Leur premier achat est une supérette à Ménilmontant dans le 20e arrondissement de Paris.

### Développement
Moins d’un an après l’ouverture de la supérette de Ménilmontant, le groupe acquiert un second établissement sous l’enseigne Franprix, puis de plus en plus d’enseignes.
Ils obtiennent progressivement la gestion de près de 500 magasins franchisés de Franprix, Leader Price et Monop’.
Moez-Alexandre se rapproche en 2003 de Jean-Charles Naouri, patron du groupe Casino, qui a beaucoup de magasins déficitaires. Il arrive à le convaincre de lui céder la gestion de beaucoup de ces magasins, dont 337 lui sont vendus entre 2015 et 2018. Naouri possède en échange 70% de la principale holding de Zouari, P.R.O. Distribution.
En 2005, la famille Zouari rachète un groupe en Bretagne, doté d’un centre de formation pour vendeurs, avec l’objectif de former un nombre croissant de leurs salariés.
En 2018, Moez-Alexandre Zouari est à l’origine de l’installation, près des Champs-Élysées, du magasin le « 4 Casino », un supermarché « ultra-connecté ».  

### Rachat de Picard
Fin 2019, Zouari paie 156 millions d’euros au groupe suisse Aryzta pour obtenir 44,5% du capital de Picard, une société qui fait plus de 1,4 milliard d'euros de chiffre d'affaires en 2019. Moez-Alexandre Zouari présente l’opération comme un « rêve de gosse ». Il arrive à convaincre l'actionnaire britannique Lion Capital et le fonds ICG qui participe au financement. En outre, pour financer cet achat, il revend à Casino 198 magasins Leader Price situés en France, que Naouri compte céder à Aldi dans le cadre d'un accord global concernant Leader Price, ce qui lui aurait rapporté 50 millions d'euros. La participation dans Picard monte à 49% en 2022. Le Family Office Zouari est désormais propriétaire de 100% du capital de Picard.
L’arrivée de Lion Capital et du groupe Zouari au capital de Picard a pour objectif de mettre un terme à une dynamique de changements réguliers de l’actionnariat et de LBO pilotés par des fonds d’investissement.
Avec Picard, le groupe Zouari poursuit son développement. Moez-Alexandre Zouari affirme que Picard doit « continuer à apporter des réponses concrètes aux grands défis que sont le gaspillage, la préservation des ressources naturelles, le mieux manger ». En 2020, il fait nommer Cathy Collart Geiger à la tête de Picard. Selon Le Parisien, Moez-Alexandre Zouari aurait dit : « Picard, c'était un rêve, je l'ai voulu, je me suis battu pour, c'est ma plus grande fierté ».

### Projet d’acquisition de Bio c’ Bon
En juin 2020, Zouari annonce l'entrée en négociation exclusive pour acquérir une participation majoritaire dans Bio c'bon, propriétaire de 158 points de vente et en difficultés financières. L'opération est compromise par le dépôt de bilan de Bio c'bon en août 2020.
La Famille Zouari dépose une offre de reprise d’un montant de 10 millions d’euros, proposant de reprendre l’ensemble des magasins ainsi que 70 millions d’euros d’investissement.
C’est finalement le groupe Carrefour qui l’emporte, en proposant un prix d’acquisition de 60 millions d’euros.

### 2MX Organic et InVivo Retail
En septembre 2020, Moez-Alexandre Zouari s'allie à Xavier Niel et à Matthieu Pigasse pour créer 2MX Organic, une société cotée en bourse destinée à l'acquisition de sociétés du domaine des biens de consommation. Zouari, qui est directeur général de la société, s'engage à y investir, directement ou indirectement, 30 millions d'euros. La nouvelle Special Purpose Acquisition Company (SPAC) compte trouver 300 millions d'euros auprès d'investisseurs avertis. Cécile Cabanis, ancienne directrice financière de Danone, devient présidente du conseil d'administration, mais elle est remplacée en février 2021 par Gilles Piquet-Pellorce, un proche de Zouari.
En mars 2022, 2MX Organic s'associe avec InVivo pour créer la société TERACT.TERACT regroupe les activités d'InVivo Retail, et 2MX Organic, qui appartient désormais pour 70% à InVivo et à 40% aux actionnaires de la SPAC, dont 12% aux fondateurs. InVivo Retail possède 1600 magasins de jardinerie (JARDILAND, GAMM VERT,..., soit 40% du marché français. L'objectif est de distribuer de la nourriture fraiche (boulangerie, boucherie, poissonnerie, fruits et légumes) sous la nouvelle marque « Le Grand Marché - Frais d'ici » à côté des jardineries.
Thierry Blandinières est président du Conseil d'administration de TERACT, Moez-Alexandre Zouari directeur général et Guillaume Darrasse directeur général opérationnel. Guillaume Darrasse quitte TERACT en Mars 2024.

### Maxi Bazar
En décembre 2021, la famille Zouari procède à l'acquisition de Maxi Bazar, un groupe de 90 magasins, dont 56 en France et 34 en Suisse, qui ferait environ 200 millions d'euros de chiffre d'affaires et 20 millions d'euros d'Ebitda dans la vente de divers produits de bazar tels qu'ameublement ou arts de la table.
Ce groupe familial, créé en 1977, est dirigé par Stéphane Pellegrin, le fils du fondateur. Naxicap, filiale de BPCE, avait pris le contrôle de la société en 2017. Le chiffre d'affaires était alors de 65 millions d'euros (en 2016),.
Au moment de la reprise par Zouari, le PDG est Jean-Marie Pomarès. Zouari lui donne l'objectif d'une forte croissance, en passant de 180 millions d'euros de chiffre d'affaires en 2021 à 250 millions en 2022, avec 100 magasins dès 2023. Zouari a décidé notamment d'un meilleur zonage dans les magasins distinguant par exemple les rayons petits prix ou arrivages.

### Stokomani
Toujours en décembre 2021, Zouari rentre en négociations exclusives avec Jean-Jacques Namani et le fonds d'investissement Sagard présidé par Paul Desmarais III pour le rachat de Stokomani. Stokomani passe effectivement sous contrôle de Zouari en avril 2022, avec 127 magasins, 575 millions d'euros de chiffre d'affaires et 12 000 références.

### Projet de montée au capital du groupe Casino
En juin 2023, il formule une offre avec Xavier Niel et Matthieu Pigasse pour monter au capital du groupe Casino, en difficulté financière,. D'un montant d'un milliard d'euros, cette offre concurrence celle de l'homme d'affaires Daniel Kretinsky, à 750 millions d'euros.

## Fortune
Leur fortune est évaluée par Challenges :
- En 2020, à 600 millions d'euros, ce qui les classe 144e fortune française[37].
- En 2021, à 800 millions d'euros, ce qui les classe 128e fortune française.